# Bohostice
Bohostice este o arie protejată (arie specială de conservare — SAC, sit de importanță comunitară — SCI) din Republica Cehă întinsă pe o suprafață de 5,52 ha, integral pe uscat.

## Localizare
Centrul sitului Bohostice este situat la coordonatele 49°36′13″N 14°07′52″E / 49.603611°N 14.131111°E.

## Înființare
Situl Bohostice a fost declarat sit de importanță comunitară în aprilie 2005 pentru a proteja 1 specie de animale. Situl a fost protejat și ca arie specială de conservare în iunie 2013.

## Biodiversitate
Situată în ecoregiunea continentală, aria protejată nu include niciun habitat protejat.
La baza desemnării sitului se află o specie protejată de  nevertebrate: Phengaris nausithous.